# Echa Płockie i Łomżyńskie
Echa Płockie i Łomżyńskie – polskie czasopismo wychodzące w latach 1898-1904 w Płocku, z oddziałem w Łomży. W 1904 roku zmieniło nazwę na „Echa Płockie i Włocławskie”. Czasopismo przestało wychodzić w 1906 roku.

## Redakcja
Pierwszy numer ukazał się 1 kwietnia 1898 roku z podtytułem: „Pismo poświęcone głównie sprawom miejscowym”. Redaktorem czasopisma został Adam Grabowski (1864-1919), współzałożyciel wznowionego w 1907 roku Towarzystwa Naukowego Płockiego. Redakcja czasopisma mieściła się w Płocku, najpierw przy Rynku Kanonicznym (dziś plac Narutowicza), by od lipca 1900 roku przenieść się na ul. Warszawską 259/260 (dziś. ul. T. Kościuszki). Oddział „Ech” w Łomży znajdował się w księgarni Rychtera na Nowym Rynku.

## Profil czasopisma
Czasopismo ukazywało się dwa razy w tygodniu. „Echa” zostały uznane za organ prasowy przez założycieli płockiego Towarzystwa Rolniczego. „Echa Płockie i Łomżyńskie” w momencie swego powstawania wzorowały się na „Korespondencie Płockim”, wychodzącym w latach 1876-1888. „Echa” podejmowały również niektóre elementy działalności „Korespondenta”. Do „Ech” pisali też byli współpracownicy „Korespondenta”, m.in. Wacław Wolski, Leon Rutkowski, Jan Kanty Turski, Franciszek Tarczyński i Adam Dunin-Mieczyński. Wśród piszących do „Ech” byli oprócz nich m.in. Maria Macieszyna, Dominik Staszewski i Wawrzyniec Sikora (pseudonim Hieronim Koląbryna).
Czasopismo posiadało skromną szatę graficzną i nie zawierało ilustracji. Zwykle składało się z czterech stron, a jedynie w wyjątkowych okazjach poszerzano o kolejne dwie. Na łamach „Ech” przeważały bieżące informacje lokalne z guberni płockiej i łomżyńskiej. W piśmie można było znaleźć także kronikę kościelną, czy opowiadania w odcinkach. Regularnie zamieszczano korespondencję z miast i wsi będących w granicach obu guberni.

## „Echa Płockie i Włocławskie”
„Echa Płockie i Łomżyńskie” odgrywały poważną rolę kulturotwórczą, mimo szykan stosowanych przez władze carskie. Dawały miejscowej inteligencji możliwość wypowiadania się na tematy społeczne, gospodarcze i kulturalne. W związku ze słabym zainteresowaniem czasopismem w Łomży, oddział „Ech” przeniesiono do Włocławka, zmieniając jednocześnie tytuł w marcu 1904 roku na „Echa Płockie i Włocławskie”. Po zmianie tytułu wprowadzono w „Echach” specjalną kolumnę poświęconą wiadomościom z Włocławka i Kujaw. Z powodu braku funduszy, zawieszono wydawanie czasopisma w 1906 roku. W lutym 1907 roku Adam Grabowski sprzedał czasopismo Bolesławowi Zdziarskiemu, który kontynuował je w latach 1907-1908 jako „Echa Płockie”.